# Aglaia ijzermannii
Aglaia ijzermannii är en tvåhjärtbladig växtart som beskrevs av Boerl. & Koord.. Aglaia ijzermannii ingår i släktet Aglaia och familjen Meliaceae. Inga underarter finns listade i Catalogue of Life.